# Pasaporte vaticano
El pasaporte vaticano es el pasaporte emitido a aquellos residentes de la Ciudad del Vaticano considerados ciudadanos de la ciudad-Estado. El documento puede ser expedido —de acuerdo con la condición de su titular— bien por la Santa Sede o bien por la Ciudad del Vaticano. El Vaticano emite pasaportes personales, diplomáticos y de servicio, y su validez corresponde al período de la nacionalidad de su portador ya que, por regla general, no se trata de una nacionalidad perpetua (condición única para este Estado).

## Descripción
De los aproximadamente 800 residentes de la Ciudad del Vaticano, más de 450 ostentan la ciudadanía vaticana. Esto incluye a los aproximadamente 135 miembros de la Guardia Suiza. Un número similar de ciudadanos del Estado viven en varios países del mundo como funcionarios del servicio diplomático de la Santa Sede.
La legislación del Vaticano sobre ciudadanía, residencia y migración, fue promulgada el 22 de febrero de 2011, estableciendo tres categorías de residentes:
a) Cardenal residente en la Ciudad del Vaticano o en Roma;
b) Diplomáticos de la Santa Sede;
c) Personas residentes en la Ciudad del Vaticano debido a sus oficios o servicios.
Actualmente, sólo la tercera categoría sirve como causal para solicitar la concesión de la ciudadanía vaticana.
Los pasaportes diplomáticos de la Santa Sede (no los de la Ciudad del Vaticano) son otorgados a quienes pertenecen al servicio diplomático de la ciudad-Estado.
Los pasaportes de servicio de la Santa Sede pueden ser otorgados a personas al servicio de la Santa Sede, siempre y cuando no sean ciudadanos de la Ciudad del Vaticano.
Adicionalmente y de manera excepcional, el pasaporte de la Ciudad del Vaticano le puede ser otorgado a ciudadanos del estado que no prestan servicio a la Santa Sede.